# Saint-Georges-sur-Arnon
Saint-Georges-sur-Arnon is een gemeente in het Franse departement Indre (regio Centre-Val de Loire) en telt 430 inwoners (1999). De plaats maakt deel uit van het arrondissement Issoudun.

## Geografie
De oppervlakte van Saint-Georges-sur-Arnon bedraagt 23,9 km², de bevolkingsdichtheid is 18,0 inwoners per km².
De onderstaande kaart toont de ligging van Saint-Georges-sur-Arnon met de belangrijkste infrastructuur en aangrenzende gemeenten.

## Demografie
Onderstaande figuur toont het verloop van het inwonertal (bron: INSEE-tellingen).